# Башкент Йилдызлары
«Башкент Йилдызлары» (тур. Başkent Yıldızları SK) — хоккейный клуб из города Анкара. Основан в 1998 году. Выступает в Турецкой хоккейной суперлиге. Домашние матчи проводит на арене Анкара Баз Писти.

## История

Логотип спортивного клуба

Спортивный клуб «Башкент Йилдызлары» был основан 27 марта 1998 года для распространения хоккея с шайбой и фигурного катания среди турецкой молодёжи. В составе хоккейного подразделения клуба есть четыре команды — мужская, женская, молодёжная и юниорская. С 2005 года играет в Турецкой хоккейной суперлиге. В 2011 году «Башкент Йилдызлары» впервые завоевал золотые медали первенства страны. В 2012 году повторил успех.
Дважды команда принимала участие в розыгрыше Континентального кубка по хоккею с шайбой. В сезоне 2011/12 команда заняла последнее третье место в группе А, уступив эстонской и бельгийской командам с общим счётом 3-27. В сезоне 2012/13 в группе А играл против израильской, румынской и сербской команд. Уступив в первом матче румынской команде «Чиксереда» со счётом 0-15, в следующих матчах «Башкент Йилдызлары» одержал две победы — 6-1 над сербским «Витезом», и 13-1 над «Маккаби» Метула. Однако позже результат матчей был аннулирован, так как выяснилось, что три чешских хоккеиста Павел Чиварек, Ян Свача и Филип Велеховски были подписаны турецким клубом незадолго до начала турнира, а после его окончания их контракты с «Башкент Йилдызлары» были расторгнуты по соглашению сторон, что запрещено правилами кубка.

## Достижения
- Турецкая хоккейная суперлига:
  - Победители (2) : 2011, 2012
  - Серебряный призёр (1) : 2010